# 3 (Violent Femmes)
3 è (a dispetto del titolo) il quarto album discografico dei Violent Femmes, pubblicato nel 1989.

## Tracce
Testi e musiche di Gordon Gano.
1. Nightmares – 3:32
2. Just Like My Father – 1:42
3. Dating Days – 3:14
4. Fat – 1:49
5. Fool in the Full Moon – 4:25
6. Nothing Worth Living For – 4:21
7. World We're Living In – 5:16
8. Outside the Palace – 2:38
9. Telephone Book – 1:41
10. Mother of a Girl – 2:41
11. Lies – 1:31
12. See My Ships – 3:17

## Formazione
Gruppo
- Gordon Gano - voce, chitarra
- Brian Ritchie - basso
- Victor DeLorenzo - batteria,

Altri musicisti
- Sigmund Snopek III - tastiere
- Peter Balestrieri - sax